# Chemische stofeigenschap
Een chemische stofeigenschap is een chemische eigenschap, die eigen is aan een bepaald materiaal of aan een bepaalde stof. Het zegt iets over hoe een stof of materiaal zich gedraagt tijdens een chemische reactie, of een langduriger chemisch proces.
Chemische stofeigenschappen behoren, net als bijvoorbeeld fysische eigenschappen, tot de materiaaleigenschappen van stoffen en materialen.

## Chemische stofeigenschappen
De term 'stofeigenschap' betekent dat deze niet verandert met de hoeveelheid van het materiaal. Deze hoeveelheid kan een gekwantificeerde (getalsmatig bepaalde) massa of volume zijn, maar ook een dimensieloos getal.
Chemische stofeigenschappen blijven onveranderd als een of meer van de samenstellende atomen van een chemische verbinding worden vervangen door hun isotopen.

### Voorbeelden
- verbrandingswarmte
- giftigheid
- chemische stabiliteit en reactiviteit in een bepaalde omgeving
- vormingsenthalpie
- voorkeurs-oxidatietoestand
- ontvlambaarheid
- pH (zuur en base)
- corrosie-bestendigheid
- geur en smaak

## Voorbeelden van eigenschappen diegeenstofeigenschappen zijn
De massa van een voorwerp hangt af van de hoeveelheid materiaal en is dus geen stofeigenschap, en het - via de plaatselijk geldende zwaartekrachtversnelling - uit de massa afgeleide gewicht van hetzelfde voorwerp dus ook niet.